# Молдоручей
Молдоручей — ручей в России, протекает по территории Сосновецкого сельского поселения Беломорского района Республики Карелии. Длина ручья — 11 км.
Ручей берёт начало из болота без названия и далее течёт преимущественно в северо-восточном направлении по заболоченной местности.
Ручей имеет один приток длиной 1,5 км.
Втекает на высоте ниже 2,7 над уровнем моря в реку Лейпручей, впадающую в Белое море.
Населённые пункты на ручье отсутствуют.
Код объекта в государственном водном реестре — 02020001412202000004934.